# 南弘
南 弘（みなみ ひろし、1869年11月13日〈明治2年10月10日〉- 1946年〈昭和21年〉2月8日）は、日本の官僚・政治家。

## 経歴
後の富山県氷見市仏生寺の豪農岩間覚平の次男・鉄郎として生まれる。岩間家は3代にわたり県会議員を輩出した名望家で、広大な屋敷地や山林を所有していた。生家の近くに御田神社があり、幼少時よりその宮司平井正承の教えを受けた。その後仏生寺小学校、富山中学校、第四高等学校に進み、1896年（明治29年）に東京帝国大学法科大学政治学科を卒業、文官高等試験に合格し官僚となった。
その後、同県高岡の旧家出身で第2代富山県会議長を務めた南兵吉の養子となり、その長女・操と結婚した際、「弘」と改名した。高岡市長を二期務めた南慎一郎は義弟。
官僚としては、内閣書記官を皮切りに主として内務省畑の諸職を歴任した。累進して1908年（明治41年）に第1次西園寺内閣で内閣書記官長を務めたのち、1912年（大正元年）12月5日には貴族院議員に勅選され、交友倶楽部に所属。その後、翌1913年（大正2年）には福岡県知事、1918年（大正7年）には文部次官に、1932年（昭和7年）には第15代台湾総督に任ぜられた。
総督就任2ヶ月後の1932年5月、五・一五事件の直後成立した齋藤内閣の逓信大臣に任じられ、富山県出身者としては初の大臣となった（在任期間2年2ヶ月）。就任直後の同年7月、富山県にお国入りし、母校である仏生寺小学校で祝賀会が開かれた。彼は、そのときの感動を次のように書き残している。
「村人は余が母校である小学校に集つて祝賀会を開いてくれた。此会ほど余が嬉しく感じたものは他に多くはない。一杯の酒は醍醐の法味、一臠の肉は大牢の滋味あるかの如く思はれた。集つた村人の中に小学校時代の同級生がたつた一人雑つて居た。互いに手を握つたまま少時言葉も出なかつた。」（『南弘先生 その人と業績』117ページより引用）
8月1日に訪れた高岡高等商業学校では、鈴木弼校長による歓迎挨拶の「学校設立の産婆役」に対して「生みの親」と答えている。高等商業学校設置が決定された当時の文部次官が南弘で、南家が学校近傍であることから、学校の位置並びにその設立に公私ともに尽力したとされている。
逓信大臣退任後、1934年（昭和9年）には国語審議会会長、1936年（昭和11年）には枢密顧問官に任じられ、同年12月28日、貴族院議員を辞任した。国語審議会会長としては、それまでの国語が文語体やいわゆる旧仮名づかいを中心とし、漢字が多用されていたことなど学習が困難であるという認識から、その簡素化に尽力した。また枢密顧問官としては、大日本帝国憲法下における天皇の最高諮問機関である枢密院の議事において、当時勢力を伸ばし始めていたいわゆる軍国主義に対して批判的な発言をしたため、軍部にけむたがれたといわれている。終戦後もその任を務めていたが、1946年（昭和21年）2月8日、食糧緊急措置令審査委員会の会議中、火鉢の炭火による一酸化炭素中毒のため倒れ、同日午後11時過ぎに亡くなった。享年78。報道では脳溢血とされたが、それは宮内庁の配慮によるものであった。またこの時、食糧管理局長官であった楠見義男も体調を崩したが、その後回復して質疑を再開した。

## 人物
学問をよくし、特に漢詩の素養は高く、青園と号して「青園詩草」という漢詩集を残した。1937年（昭和12年）、内務省から保健・衛生部門等を独立させた新たな省を設立することとなり、その省名を検討していた際、中国の古典「書経」の「正徳利用厚生惟和」の一節から引用した「厚生省」の名を推薦して採用されており、「厚生省の名付け親」とも呼ばれている（同省は翌年発足）。
幕末の剣豪として著名な斎藤弥九郎は、南と同じく射水郡仏生寺村の出身で、斎藤の生家は、南の生家である岩間家と約2km離れた位置関係にある。年齢差は約70歳あるが、南は、同郷の斎藤を尊敬し、氏の伝記である「幕末偉人斎藤弥九郎伝」（大坪武門著）が出版されるにあたり、その序文を寄稿している。
森鷗外とも親しく、馬場久治が聞いた思い出の談話は魅力があり『森鴎外伝』の「大いなる原動力となった」としている。

## 栄典
位階
- 1898年（明治31年）4月30日 - 従七位[11][12]
- 1899年（明治32年）5月20日 - 正七位[11][13]
- 1901年（明治34年）6月10日 - 従六位[11][14]
- 1903年（明治36年）7月31日 - 正六位[11][15]
- 1906年（明治39年）2月10日 - 従五位[11][16]
- 1908年（明治41年）
  - 2月21日 - 正五位[11][17]
  - 7月30日 - 従四位[11][18]
- 1921年（大正10年）7月29日 - 正四位[11]
- 1932年（昭和7年）6月1日 - 従三位[11]
- 1934年（昭和9年）6月15日 - 正三位[11][19]
- 1942年（昭和16年）12月15日 - 従二位[11][20]
- 1946年（昭和21年）2月8日 - 正二位[11][21]

勲章等
| 受章年                     | 略綬 | 勲章名                       | 備考 |
| -------------------------- | ---- | ---------------------------- | ---- |
| 1906年（明治39年）4月1日   |      | 勲五等双光旭日章             |      |
| 1906年（明治39年）4月1日   |      | 明治三十七八年従軍記章       |      |
| 1912年（大正元年）8月1日   |      | 韓国併合記念章               |      |
| 1912年（大正元年）12月18日 |      | 勲四等瑞宝章                 |      |
| 1914年（大正3年）3月24日   |      | 勲三等旭日中綬章             |      |
| 1915年（大正4年）11月11日  |      | 大礼記念章（大正）           |      |
| 1916年（大正5年）4月1日    |      | 勲二等瑞宝章                 |      |
| 1919年（大正8年）5月24日   |      | 旭日重光章                   |      |
| 1921年（大正10年）3月23日  |      | 金杯一組                     |      |
| 1921年（大正10年）7月1日   |      | 第一回国勢調査記念章         |      |
| 1928年（昭和3年）11月10日  |      | 大礼記念章（昭和）           |      |
| 1928年（昭和3年）11月10日  |      | 金杯一個                     |      |
| 1931年（昭和6年）5月1日    |      | 帝都復興記念章               |      |
| 1932年（昭和7年）4月13日   |      | 勲一等瑞宝章                 |      |
| 1934年（昭和9年）4月29日   |      | 旭日大綬章                   |      |
| 1934年（昭和9年）4月29日   |      | 昭和六年乃至九年事変従軍記章 |      |
| 1940年（昭和15年）4月29日  |      | 銀杯一組                     |      |
| 1940年（昭和15年）8月15日  |      | 紀元二千六百年祝典記念章     |      |
| 1946年（昭和21年）2月8日   |      | 旭日桐花大綬章               |      |

外国勲章佩用允許
| 受章年                    | 国籍     | 略綬 | 勲章名                 | 備考 |
| ------------------------- | -------- | ---- | ---------------------- | ---- |
| 1907年（明治40年）7月1日  | 大韓帝国 |      | 勲三等八卦章           |      |
| 1934年（昭和9年）3月1日   | 満洲帝国 |      | 大満洲国建国功労章     |      |
| 1934年（昭和9年）5月9日   | 満洲帝国 |      | 勲一位龍光大綬章       |      |
| 1935年（昭和10年）9月21日 | 満洲帝国 |      | 満洲帝国皇帝訪日記念章 |      |
| 1941年（昭和16年）12月9日 | 満洲帝国 |      | 建国神廟創建記念章     |      |